# Geißenklösterle
Geißenklösterle – jaskinia położona w Jurze Szwabskiej w Niemczech, w pobliżu miejscowości Blaubeuren w Badenii-Wirtembergii. Stanowisko archeologiczne.
Jaskinia została odkryta w 1957 roku przez Rainera Blumentritta. Szersze prace wykopaliskowe przeprowadził w latach 1973–1991 Joachim Hahn, kontynuowano je następnie w latach 2000–2002 pod kierownictwem Nicholasa J. Conardsa. Badania archeologiczne odsłoniły sekwencję stratygraficzną obejmującą warstwy środkowo- i górnopaleolityczne, zawierające bogate przemysły kamienne. Ślady fauny obejmują szczątki mamutów, reniferów, koni, koziorożców, nosorożców włochatych, niedźwiedzi jaskiniowych, zajęcy i lisów, a także ptaków i ryb.
W datowanych na ok. 40–29 tys. lat temu poziomach związanych z kulturą oryniacką odkryto liczne figurki kościane, przedstawiające mamuta, żubra i niedźwiedzia oraz wykonaną z kości słoniowej plakietkę o wys. 3,8 cm, z wizerunkiem postaci ludzkiej, tzw. oranta. Odnalezione zostały także trzy kościane flety, będące jednymi z najstarszych znanych instrumentów muzycznych na świecie. Na ścianach jaskini znajdują się ślady barwników, będące świadectwem unikalnego dla obszaru Niemiec malarstwa jaskiniowego.

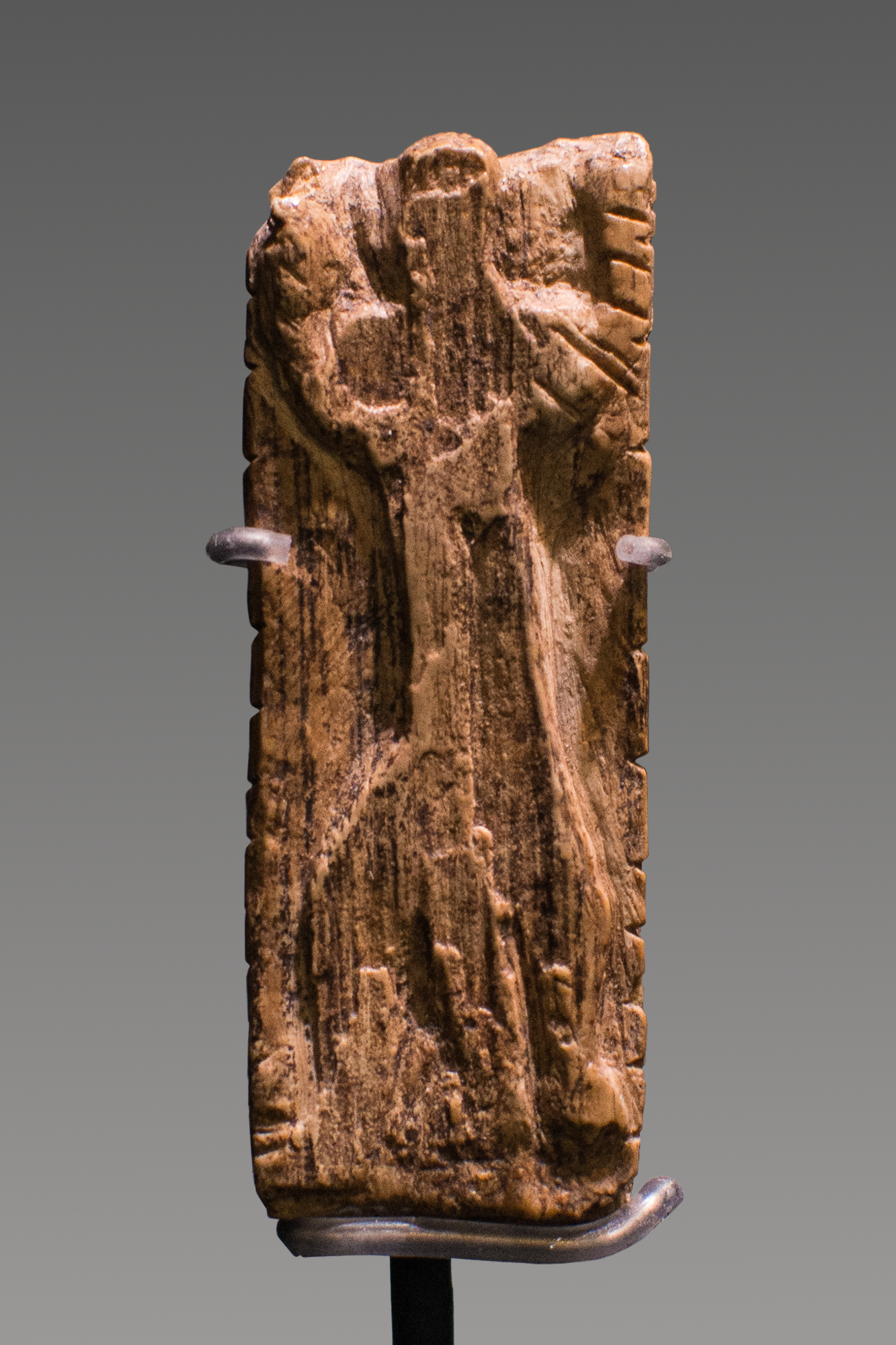
Plakietka z wizerunkiem „oranta”
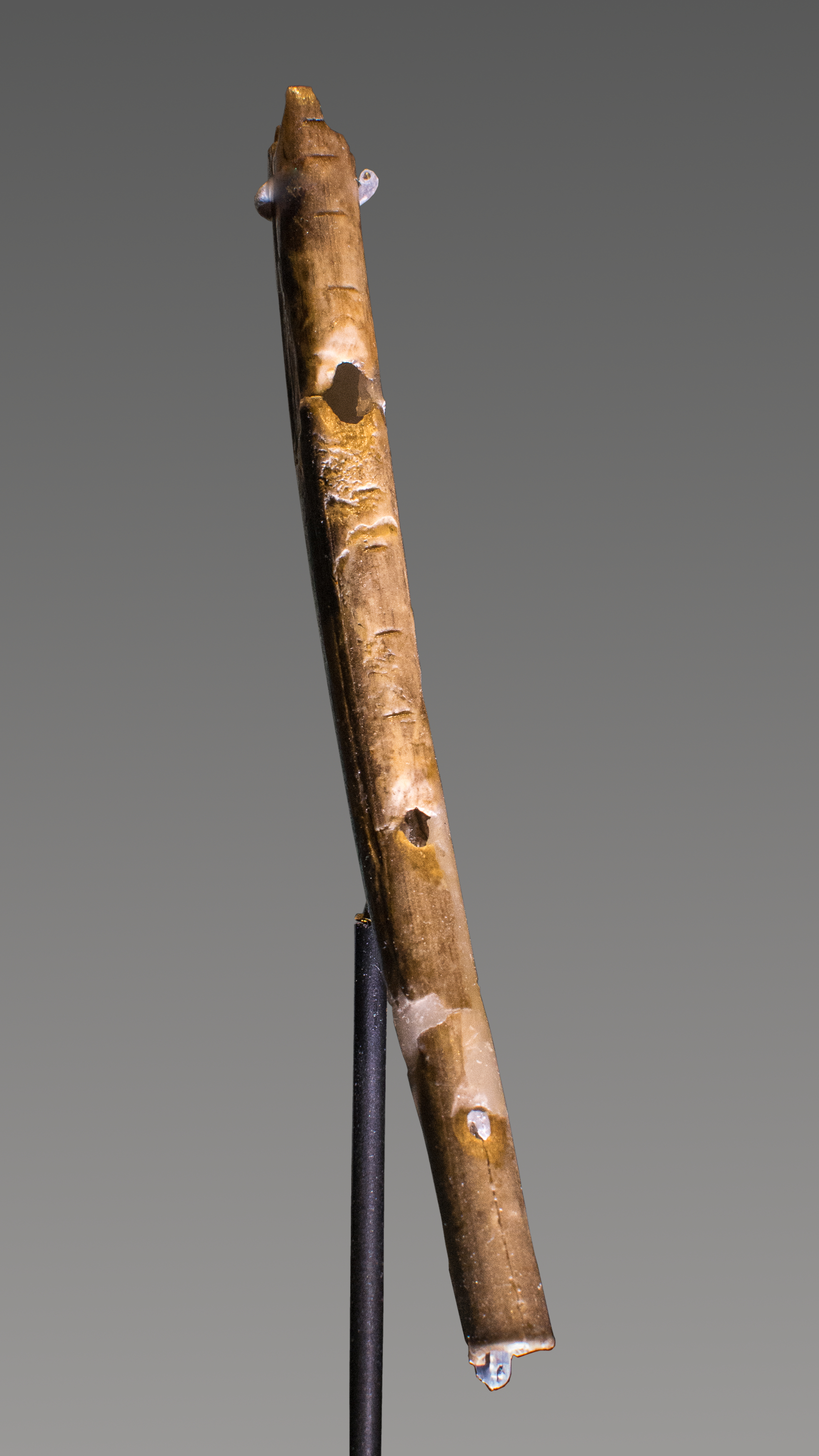
Flet z Geißenklösterle
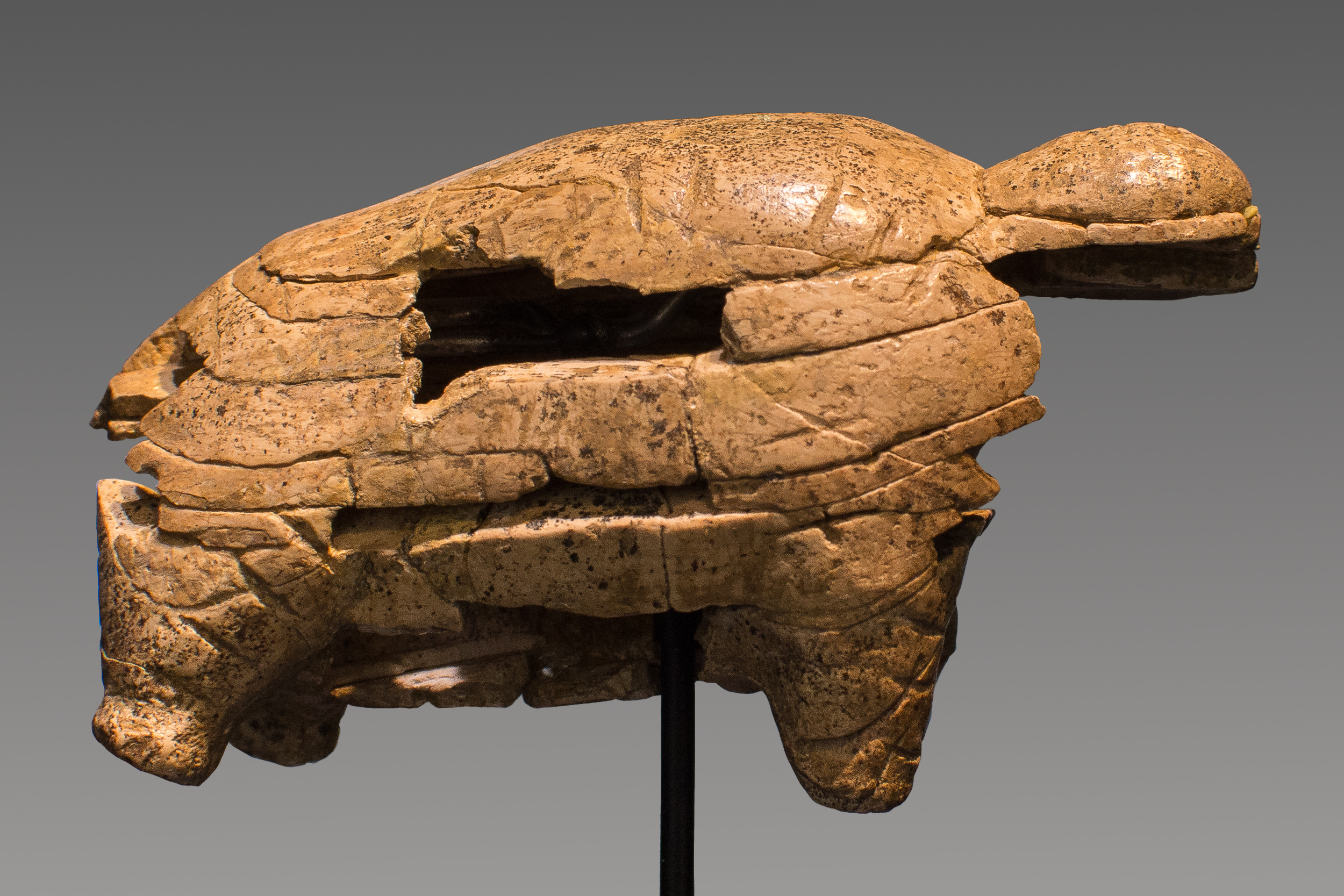
Figurka mamuta